# マーク・リード
マーク・リード（Mark Read、1978年11月7日 - ）は、イギリスのシンガーソングライターであり、ボーイ・バンドであるa1のメンバーとして知られている。
1998年から2002年にかけて、a1の一員として、歌い、ピアノとドラムを演奏してきた。バンドの有名になった楽曲の曲作りにも積極的に貢献した。
全英シングルチャートでトップ10入りを果たしたa1のシングル8枚のうち、6枚がマークによって書かれたものである。マークはバンドとともに、2001年に「British Breakthrough Act」としてブリット・アワードを受賞し、アジア・ツアーを敢行した。
2002年にa1が解散して以来、マーク・リードはソロ・キャリアを歩んできた。彼は現在、弟のコリンと共同で曲を書いている。2009年の再結成以降、再びa1のメンバーとして活動している。